# Elements Pt. 1
Elements Pt. 1 és el novè àlbum d'estudi de la banda finlandesa de power metal Stratovarius, llençat al mercat el 27 de gener de 2003 a través de la discogràfica Nuclear Blast. L'àlbum va assolir el segon lloc en el la llista de vendes d'àlbums de Finlàndia i també va entrar dins del top 100 àlbums en quatre països més." Eagleheart" va ser llençat paral·lelament com a single de l'àlbum, assolint la segona posició en la llista de singles de Finlàndia.

## Llistat de pista
Totes les cançons foren escrites i compostes per Timo Tolkki, excepte on hi ha alguna annotació. 
| Núm.          | Títol                                          | Durada |
| ------------- | ---------------------------------------------- | ------ |
| 1.            | «Eagleheart» (lletres: Tolkki, Timo Kotipelto) | 3:50   |
| 2.            | «Soul of a Vagabond»                           | 7:22   |
| 3.            | «Find Your Own Voice»                          | 5:12   |
| 4.            | «Fantasia»                                     | 9:56   |
| 5.            | «Learning to Fly»                              | 6:22   |
| 6.            | «Papillon»                                     | 7:00   |
| 7.            | «Stratofortress» (instrumental)                | 3:25   |
| 8.            | «Elements»                                     | 12:00  |
| 9.            | «A Drop in the Ocean»                          | 6:51   |
| Durada total: | Durada total:                                  | 61:58  |

| 10. | «Papillon» (Versió de "Papillion" en llengua francesa) | 7:00 |

| 10. | «Into Deep Blue» | 5:41 |

| 10. | «Run Away» | 4:54 |

## Crèdits
- Timo Kotipelto – Veu principal
- Timo Tolkki – Guitarra, enginyer de so, productor
- Jens Johansson – Teclats
- Jörg Michael – Bateria
- Jari Kainulainen – Baix elèctric

- Jonas Rannila – Veus del cor (pista 6)
- Veijo Laine – Acordió (pista 4), arranjament (interpretat per l'orquestra de la ciutat de Joensuu), producció (orquestra)
- Juha Ikonen – Concertino
- Mongo Aaltonen – Percussió orquestral
- Riku Niemi – Percussió orquestral, direcció i producció (orquestra)
- Hilkka Kangasniemi – Direcció del cor
- Mikko Karmila – Enginyer de so, mescla
- Petri Pyykkönen – Enginyer de so(orquestra)
- Juha Heininen – Enginyer de so (cor)
- Mika Jussila – Masterització

## Posició en les llistes de vendes

### Àlbum
| Any  | Gràfic                                 | Posició |
| ---- | -------------------------------------- | ------- |
| 2003 | Llista de vendes d'àlbums de Finlàndia | 2       |
| 2003 | Llista de vendes d'àlbums d'Alemanya   | 27      |
| 2003 | Llista de vendes d'àlbums de França    | 42      |
| 2003 | Llista de vendes d'àlbums de Suècia    | 46      |
| 2003 | Llista de vendes d'àlbums de Suïssa    | 91      |

### Singles
| Any  | Títol        | Gràfic                                   | Posició |
| ---- | ------------ | ---------------------------------------- | ------- |
| 2002 | "Eagleheart" | Llista de vendes de singles de Finlàndia | 2       |